# Pardosa subanchoroides
Pardosa subanchoroides là một loài nhện trong họ Lycosidae.
Loài này thuộc chi Pardosa. Pardosa subanchoroides được Jia-Fu Wang & Da-xiang Song miêu tả năm 1993.